# Raionul Ștefan Vodă
Raionul Ștefan Vodă este un raion din extremitatea sud-estică a Republicii Moldova. Centrul administrativ este orașul Ștefan Vodă.

## Istorie
Teritoriul acestui raion cuprinde localitățile denumite tradițional „Satele hănești”, deoarece începînd cu anul 1595 nu au mai aparținut principatului Moldovei, ci hanilor tătari crimeeni în numele Imperiului otoman. În anul 1812 devin posesiuni ale Impreiului Rus pînă în 1917.

## Demografie

### Statistici vitale
Principalii indicatori demografici, 2013:
- Natalitatea: ▼817 (11,5 la 1.000 locuitori)
- Mortalitatea: ▼845 (11,9 la 1.000 locuitori)
- Spor natural: -28

### Structura etnică
| Grup etnic | Populație | % Procentaj* |
| ---------- | --------- | ------------ |
| Moldoveni  | 65.880    | 93,32%       |
| Ucrainieni | 2.182     | 3,09%        |
| Rusi       | 1.918     | 2,72%        |
| Țigani     | 219       | 0,31%        |
| Gagauzi    | 145       | 0,21%        |
| Bulgari    | 64        | 0,08%        |
| Alții      | 186       | 0,27%        |

## Administrație și politică
Președintele raionului Ștefan Vodă este Olga Luchian, aleasă la 2 decembrie 2023.
Componența Consiliului Raional Ștefan-Vodă (33 de consilieri), ales la 5 noiembrie 2023, este următoarea:
|  | Partid                                       | Consilieri | Componență | Componență | Componență | Componență | Componență | Componență | Componență | Componență | Componență | Componență | Componență | Componență |
|  | -------------------------------------------- | ---------- | ---------- | ---------- | ---------- | ---------- | ---------- | ---------- | ---------- | ---------- | ---------- | ---------- | ---------- | ---------- |
|  | Partidul Acțiune și Solidaritate             | 12         |            |            |            |            |            |            |            |            |            |            |            |            |
|  | Partidul Socialiștilor din Republica Moldova | 7          |            |            |            |            |            |            |            |            |            |            |            |            |
|  | Partidul Social Democrat European            | 5          |            |            |            |            |            |            |            |            |            |            |            |            |
|  | Liga Orașelor și Comunelor                   | 4          |            |            |            |            |            |            |            |            |            |            |            |            |
|  | Platforma Demnitate și Adevăr                | 2          |            |            |            |            |            |            |            |            |            |            |            |            |
|  | Partidul Democrația Acasă                    | 1          |            |            |            |            |            |            |            |            |            |            |            |            |
|  | Partidul „Renaștere”                         | 1          |            |            |            |            |            |            |            |            |            |            |            |            |
|  | Partidul Comuniștilor din Republica Moldova  | 1          |            |            |            |            |            |            |            |            |            |            |            |            |

## Diviziuni administrative
Raionul Ștefan Vodă are 26 de localități structurate în 23 de unități administrativ-teritoriale de nivelul întâi, inclusiv 1 oraș – Ștefan Vodă, 3 comune – Alava (cuprinde satele Alava și Lazo), Purcari (cuprinde satele Purcari și Viișoara), Răscăieți (cuprinde satele Răscăieți și Răscăieții Noi), precum și 19 sate – Antonești, Brezoaia, Carahasani, Căplani, Cioburciu, Copceac, Crocmaz, Ermoclia, Feștelița, Marianca de Jos, Olănești, Palanca, Popeasca, Semionovca, Slobozia, Ștefănești, Talmaza, Tudora, Volintiri.